# Orimarga (Orimarga) horai
Orimarga (Orimarga) horai is een tweevleugelige uit de familie steltmuggen (Limoniidae). De soort komt voor in het Oriëntaals gebied.